# Constituição da Lituânia
A Constituição da República da Lituânia (em lituano:  Lietuvos Respublikos Konstitucija) define a formação legal para todas as leis aprovadas na República da Lituânia. Foi aprovada em um referendo em 25 de outubro de 1992.